# Alcides Nogueira
Alcides Nogueira Pinto (Botucatu, 28 de outubro de 1949) é um dramaturgo e telenovelista brasileiro. De família tradicional, sendo seu pai médico e também escritor, Alcides cresceu num ambiente culto, tendo aprendido a ler e escrever antes de começar a frequentar a escola. De início, sonhava em ser diplomata, mas termina por formar-se em direito na Faculdade de Direito da Universidade de São Paulo, com pós-graduação em direito autoral. Ganhou o Emmy Internacional de Melhor Telenovela em 2011 por O Astro.

## Biografia
Em 1977, escreve sua primeira peça teatral, chamada A Farsa da Noiva Bombardeada, a qual lhe rende problemas com a Censura. No ano de 1981 acontece o primeiro sucesso, Lua de Cetim, ganhadora de dezesseis prêmios. Porém, o primeiro grande sucesso vem mesmo a ser a adaptação para teatro que Alcides faz do livro Feliz Ano Velho, de Marcelo Rubens Paiva.
Os primeiros trabalhos de Alcides para a televisão foram em programas educativos e em textos para o Caso Verdade e para a série Joana (1984). Sua estreia em telenovelas acontece neste mesmo ano, como colaborador de Walter Negrão em Livre para Voar. No ano seguinte, faz sua estreia como autor-solo em De Quina pra Lua. Ainda na década de 1980 é coautor de Direito de Amar (1987) e O Salvador da Pátria (1989).
Atuou como coautor de Silvio de Abreu em várias novelas, dentre as quais Rainha da Sucata (1990), Deus Nos Acuda (1992), A Próxima Vítima (1995), Torre de Babel (1998) e As Filhas da Mãe (2001). Em 1997 escreve outra novela-solo, O Amor Está no Ar, lembrada pela abordagem da cultura judaica.
Em 1999, escreveu junto com Gilberto Braga a novela, Força de um Desejo no horário das seis.
Na década de 2000, estabelece uma parceria com Maria Adelaide Amaral, escrevendo as minisséries de sucesso Um Só Coração (2004).
Em 2008, escreveu para o horário das 18h a novela Ciranda de Pedra, segunda adaptação do romance de mesmo nome, de Lygia Fagundes Telles. O mesmo já havia sido adaptado anteriormente por Teixeira Filho em 1981.
No teatro, outras obras de Alcides são Pólvora e Poesia, pela qual recebeu o Prêmio Shell de melhor autor, Paris Belfort, Gertrude Stein, Alice Toklas & Pablo Picasso, A Javanesa e Ópera Joyce.
Em 2011 escreveu, junto com Geraldo Carneiro e a colaboração de Tarcísio Lara Puiati e Vitor de Oliveira, a novela O Astro, primeira a ser exibida no denominado horário novela das onze, estreou em 12 de julho de 2011, com direção geral de Mauro Mendonça Filho e direção de núcleo de Roberto Talma. A trama é um remake da novela de mesmo nome, exibida no horário das 20h entre 1977 e 1978, de Janete Clair, dirigida por Daniel Filho. Foi seu primeiro sucesso como autor principal em novelas. Recentemente, em parceria com Mário Teixeira, teve a sinopse de uma novela das 18h, com título de I Love Paraisópolis aprovada pela Globo , e inicialmente prevista para estrear, após Boogie Oogie , primeira novela do português Rui Vilhena, que por sua vez substituiu Meu Pedacinho de Chão de Benedito Ruy Barbosa . Porém, devido à antecipação da trama de Lícia Manzo no horário das 18 horas , a trama agora irá ao ar após Alto Astral de Daniel Ortiz, no horário das 19 horas. A novela estreou no dia 11 de maio de 2015. Em 2017, escreveu a novela Tempo de Amar em parceria com Bia Corrêa do Lago e teve direção de Jayme Monjardim. A novela substituiu Novo Mundo.

## Carreira

### Na Televisão
Telenovelas
| Ano  | Trabalho             | Emissora   | Escalação                            | Parceiros Titulares                    |
| ---- | -------------------- | ---------- | ------------------------------------ | -------------------------------------- |
| 2017 | Tempo de Amar        | Rede Globo | autor principal                      | Bia Corrêa do Lago Rubem Fonseca       |
| 2015 | I Love Paraisópolis  | Rede Globo | autor principal                      | Mário Teixeira                         |
| 2011 | O Astro              | Rede Globo | Autor principal (adaptação e remake) | Geraldo Carneiro Janete Clair          |
| 2008 | Ciranda de Pedra     | Rede Globo | Autor principal (adaptação e remake) | Lygia Fagundes Telles                  |
| 2001 | As Filhas da Mãe     | Rede Globo | colaborador                          | Sílvio de Abreu                        |
| 1999 | Força de um Desejo   | Rede Globo | autor principal                      | Gilberto Braga                         |
| 1998 | Torre de Babel       | Rede Globo | colaborador                          | Sílvio de Abreu                        |
| 1997 | O Amor Está no Ar    | Rede Globo | autor principal                      |                                        |
| 1995 | A Próxima Vítima     | Rede Globo | colaborador                          | Sílvio de Abreu Maria Adelaide Amaral  |
| 1994 | Pátria Minha         | Rede Globo | colaborador                          | Gilberto Braga                         |
| 1992 | Deus Nos Acuda       | Rede Globo | colaborador                          | Sílvio de Abreu Maria Adelaide Amaral  |
| 1990 | Rainha da Sucata     | Rede Globo | colaborador                          | Sílvio de Abreu                        |
| 1989 | O Salvador da Pátria | Rede Globo | colaborador                          | Lauro César Muniz Ana Maria Moretzsohn |
| 1987 | Direito de Amar      | Rede Globo | colaborador                          | Walther Negrão                         |
| 1985 | De Quina pra Lua     | Rede Globo | autor principal                      | Benedito Ruy Barbosa Walther Negrão    |
| 1984 | Livre para Voar      | Rede Globo | colaborador                          | Walther Negrão                         |

Minisséries
| Ano  | Trabalho      | Emissora   | Escalação       | Parceiros Titulares   |
| ---- | ------------- | ---------- | --------------- | --------------------- |
| 2004 | Um Só Coração | Rede Globo | autor principal | Maria Adelaide Amaral |
| 2006 | JK            | Rede Globo | autor principal | Maria Adelaide Amaral |

Seriados
| Ano  | Trabalho     | Episódio                       | Emissora   | Escalação       |
| ---- | ------------ | ------------------------------ | ---------- | --------------- |
| 2002 | Brava Gente  | Um Capricho                    | Rede Globo | autor principal |
| 1984 | Joana        | vários episódios               | SBT        | coautoria       |
| 1983 | Caso Verdade | Chico Xavier, um infinito amor | Rede Globo | autor principal |

### No Teatro
- 1977 - A Farsa da Noiva Bombardeada
- 1978 - Tide Moreyra e sua banda de najas
- 1979 - Tietê! Tetê!
- 1980 - O Filho do Carcará
- 1981 - Lua de Cetim
- 1982 - Madame Pommery
- 1983 - Feliz Ano Velho
- 1986 - Lembranças da China
- 1989 - Ópera Joyce
- 1990 - Antares
- 1990 - In Extremis
- 1991 - Florbela
- 1992 - O Retrato de Gertrude Stein quando homem
- 1995 - As Traças da Paixão
- 1996 - Gertrude Stein, Alice B. Toklas, Pablo Picasso
- 1997 - Ventania
- 2001 - Pólvora e Poesia
- 2001 - A Cabeça
- 2002 - A Ponte e a Água da piscina
- 2002 - À Putanesca
- 2002 - Abzoluta!
- 2004 - A Cabeça II
- 2007 - A Javanesa